# Odontophrynidae
Odontophrynidae Lynch, 1969 è una famiglia di anfibi dell'ordine degli Anuri, presenti in Sud America. 

## Tassonomia
La famiglia comprende 50 specie raggruppate in 3 generi:
- Macrogenioglottus Carvalho, 1946 (1 sp.)
- Odontophrynus Reinhardt and Lütken, 1862 (9 sp.)
- Proceratophrys Miranda-Ribeiro, 1920 (40 sp.)